# Distretto di Campobasso
Il distretto di Campobasso fu una delle suddivisioni amministrative del Regno delle Due Sicilie, subordinate alla provincia di Molise, soppressa nel 1860.

## Istituzione e soppressione
Fu costituito con la legge 132 del 1806 Sulla divisione ed amministrazione delle province del Regno, varata l'8 agosto di quell'anno da Giuseppe Bonaparte. Nel settembre successivo, con la separazione amministrativa del Molise dalla Capitanata, Campobasso divenne capoluogo di provincia e, dunque, sede di intendenza (legge 189 del 27 settembre 1806). La definizione dei confini tra le due province, però, fu completata solo nel 1811 e, di conseguenza, anche i confini del distretto di Campobasso furono ridisegnati: si ebbero, infatti, modifiche territoriali che portarono, da un lato, ad acquisizioni (dal distretto di Isernia e dal distretto di Foggia) e, dall'altro, a cessioni (al distretto di Larino) di comuni e casali. Con l'occupazione garibaldina e l'annessione al Regno di Sardegna del 1860, l'ente fu soppresso.

## Suddivisione in circondari
Il distretto era suddiviso in successivi livelli amministrativi gerarchicamente dipendenti dal precedente. Al livello immediatamente successivo, infatti, individuiamo i circondari, che, a loro volta, erano costituiti dai comuni, l'unità di base della struttura politico-amministrativa dello Stato moderno. A questi ultimi potevano far capo i casali, centri a carattere prevalentemente rurale. I circondari del distretto di Campobasso ammontavano originariamente a dodici ed erano i seguenti:
1. Circondario di Campobasso:
  - Campobasso
  - Oratino
  - Santo Stefano (attualmente frazione di Campobasso)
  - Ferrazzano
  - Mirabello Sannitico
2. Circondario di Montagano:
  - Montagano
  - Ripalimosani
  - Limosano
  - Sant'Angelo Limosano
  - Petrella Tifernina
  - Castellino sul Biferno
3. Circondario di Trivento:
  - Trivento
  - San Biase
  - Pietracupa
  - Salcito
  - Bagnoli del Trigno
4. Circondario di San Giovanni in Galdo:
  - San Giovanni in Galdo
  - Toro
  - Campodipietra
  - Matrice
  - Campolieto
5. Circondario di Sant'Elia:
  - Sant'Elia a Pianisi
  - Macchia Valfortore
  - Monacilioni
  - Pietracatella
6. Circondario di Jelsi:
  - Jelsi
  - Gildone
  - Cercemaggiore*
7. Circondario di Riccia:
  - Riccia
  - Gambatesa
  - Tufara
  - Castelvetere in Val Fortore*
8. Circondario di Colle:
  - Colle
  - Circello
  - Castelpagano*
  - Foiano di Val Fortore*
  - Baselice*
9. Circondario di Pontelandolfo:
  - Pontelandolfo
  - Casalduni
  - San Lupo
  - Ponte
  - Campolattaro
  - Reino
10. Circondario di Sepino:
  - Sepino
  - Morcone*
  - Santa Croce di Morcone*
  - Sassinoro*
  - Cercepiccola
  - San Giuliano di Sepino
11. Circondario di Baranello:
  - Baranello
  - Vinchiaturo
  - Busso
  - Colle d'Anchise
  - Spinete
12. Circondario di Castropignano:
  - Castropignano
  - Roccaspromonte (attualmente frazione di Castropignano)
  - Fossalto
  - Torella del Sannio
  - Molise
  - Casalciprano

*I circondari furono in seguito portati a quindici con la creazione dei circondari di Baselice (Baselice, Foiano di Val Fortore, Castelvetere in Val Fortore), Morcone (Sassinoro, Morcone) e Santa Croce di Morcone (Castelpagano, Cercemaggiore, Santa Croce di Morcone).